# Караказелевка
Караказелевка (укр. Караказелівка) — село в Анновской сельской общине Новоукраинского района Кировоградской области Украины.
Население по переписи 2001 года составляло 92 человека. Почтовый индекс — 27166. Телефонный код — 5251. Код КОАТУУ — 3524080703. Население на 2013 год уже составило около 15 человек.